# UTC−08:00
| Južni poletni/severni standardni čas Morska območja | Severni poletni/južni standardni čas Standardni čas vse leto |

UTC−08:00 je časovni pas z zamikom −8 ur glede na univerzalni koordinirani čas (UTC). Ta čas se uporablja na naslednjih ozemljih (stanje v začetku leta 2016):

## Kot standardni čas (vse leto)

### Severna Amerika
- Kanada
  - Severozahodni teritoriji (samo mesto Tungsten z okoliškimi rudniki)

### Oceanija
- Francija:
  - Clippertonov otok
- Mehika
  - otoka Clarion v otočju Revillagigedo
- Združeno kraljestvo:
  -  Pitcairnovi otoki

## Kot standardni čas (samo pozimi na severni polobli)

### Severna Amerika
- Kanada
  - Britanska Kolumbija (večina ozemlja), Yukon
- Mehika
  - Baja California
- Združene države Amerike
  - Celotno ozemlje zveznih držav  Kalifornija in Washington
  - Večina Nevade in Oregona
  - Severni del Idaha

## Kot poletni čas (severna polobla)

### Severna Amerika
- Združene države Amerike
  - Aljaska (razen Aleutov)